# Rumendingen
Rumendingen é uma comuna da Suíça, situada no distrito administrativo de Emmental, no cantão de Berna. Tem 2,43 km² de área e sua população em 2018 foi estimada em 78 habitantes.